# Roberto Rolando
Roberto Oscar Rolando (né à une date inconnue) est un joueur et entraîneur de football argentin, qui évoluait en tant qu'attaquant.